# Paradosso dell'impiccagione imprevedibile
Il paradosso dell'impiccagione imprevedibile, noto anche come paradosso dell'impiccagione o paradosso dell'impiccato, è un'antinomia resa nota dal matematico Martin Gardner.
Sinteticamente enunciato, il paradosso è una fallacia logica che porta a ritenere impossibile da verificarsi un evento certo ma annunciato a sorpresa; la fallacia sta nel ritenere la sorpresa il preannuncio improvviso dell'evento e non l'evento stesso.
Varie sono le narrazioni d'esempio del paradosso, tra le quali la più antica è una leggenda riguardo la figura storica del conquistatore spagnolo Francisco de Orellana.

## Enunciazione
Nel 1546 Orellana fu catturato e imprigionato in una piccola e umida cella.
Molto prima di essere convocato, in considerazione dell'efferatezza dei delitti commessi, il giudice proclamò una singolare sentenza: l'impiccagione sarebbe avvenuta in una data imprecisata della settimana successiva, completamente sconosciuta al condannato che quindi sarebbe stato condotto al patibolo senza preavviso.
Il condannato non fu per nulla turbato dalla sentenza perché, dopo un breve ragionamento, concluse: "Allora non mi impiccheranno mai! Dato che la mia sentenza deve essere eseguita entro la settimana, l'esecuzione non potrà essere sabato, poiché venerdì lo capirei, e non potrà essere venerdì perché giovedì lo saprei, e così a ritroso per lo stesso motivo non potrà essere nessuno dei giorni precedenti. Per questo motivo non mi giustizieranno mai, in quanto l'impiccagione non sarebbe inaspettata."
Il giorno seguente, tuttavia, il condannato fu impiccato. La sentenza del giudice fu eseguita, a dispetto della convinzione del condannato, in quanto, come previsto dalla sentenza, l'esecuzione gli fu inflitta "in un giorno inaspettato".
Il paradosso è conosciuto anche in diverse forme.
Un'altra enunciazione, ad esempio, fa riferimento all'interrogazione (o esame) "a sorpresa", annunciata agli allievi da un professore per la settimana successiva, ma in un giorno completamente imprevedibile: gli studenti, con lo stesso ragionamento, concludono che non vi sarà alcuna interrogazione.

## Analisi del paradosso
Molto è stato scritto sulla struttura di questo paradosso. In tutti gli enunciati, la sostanza è la stessa: si fissa un periodo di tempo per il verificarsi di un certo evento e si dichiara che il momento esatto dell'evento è imprevedibile. Nell'analisi di questo paradosso è coinvolta sia la logica sia l'epistemologia, cioè sia il modo di ragionare che il modo di stabilire che cosa si sa o non si sa.
Dal punto di vista logico, la sentenza del giudice è vagamente contraddittoria e potrebbe essere analizzata con maggior successo inquadrandola nella logica sfumata. In ogni caso, se ci si pensa, è evidente che per far eseguire la sentenza in modo completamente inaspettato, bisognerebbe non comunicare del tutto la sentenza all'imputato. Altrettanto evidente è che tanto più è breve il periodo assegnato all'esecuzione, tanto più è contraddittoria la sentenza. Nel caso limite, qualora il periodo di latenza per l'esecuzione si riducesse a un solo giorno, la sentenza potrebbe essere parafrasata nella seguente autocontraddizione: "Domani sarai impiccato, ma tu non puoi prevedere che domani sarai impiccato".
Dal punto di vista epistemologico, la contraddizione sopra enunciata corrisponde al cosiddetto paradosso di Moore, in cui uno afferma: "So che fuori piove, ma non ci credo", ed è problematico capire che cosa uno sa o non sa.
Dal punto di vista del prigioniero, comunque, è azzardato trarre conclusioni certe da una sentenza vagamente contraddittoria. A maggior ragione, se egli la considera completamente contraddittoria (e quindi irrealizzabile), dovrebbe tenere conto che ci sono infiniti modi per non eseguire la sentenza. Ad esempio: 
- Lasciar vivere il condannato
- Eseguire la sentenza oltre il limite fissato
- Comunicare al condannato il giorno e l'ora dell'esecuzione.

Quindi il condannato dovrebbe aspettarsi di essere impiccato in qualunque momento, anche l'ultimo giorno della settimana, senza poter essere certo di quale sia questo momento. In altre parole, la sentenza del giudice non può essere pienamente rispettata, perché l'esecuzione non è completamente inattesa, ma ottiene lo scopo di lasciare nell'incertezza il condannato.